# Het uiteenvallen van de volharding der herinnering
Het uiteenvallen van de volharding der herinnering (Spaans: La desintegración de la persistencia de la memoría, Engels: The Disintegration of the Persistence of Memory) is een surrealistisch schilderij van de Spaanse kunstschilder Salvador Dalí. Dalí schilderde dit werk 23 jaar na De volharding der herinnering.
In dit schilderij uit 1954 liet Dalí de scène van De volharding der herinnering uit elkaar vallen. Het rustige, dreigende landschap van zijn eerdere werk is hier totaal vernietigd door de effecten van de atoombom. De atoombom staat voor de reële dreiging die in de Koude Oorlog aanwezig was. Alle elementen van het schilderij zijn hier van elkaar gescheiden. De rechthoekige blokken op de voorgrond en de neushoorn-hoorns die door de ruimte drijven suggereren dat de wereld is gevormd uit atoomdeeltjes die voortdurend in beweging zijn. Deze vernietigde vormen bewonen het dorre landschap. De zachte huid van het gezicht aan de rechterkant is vloeibaar en de zachte klok van het eerdere schilderij is niet meer zomaar gedrapeerd over een tak van de dode olijftak, hij valt nu uit elkaar. Ondanks het sombere achterliggende idee toont Dalí de vernietiging door de atoombom in een harmonieus patroon, wat de duurzaamheid van een onderliggende orde in de natuur aangeeft.